# Voturile decisive ale vicepreședintelui Statelor Unite ale Americii în Senat

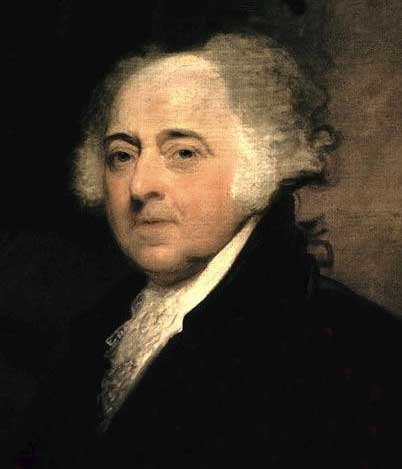
John Adams, primul vice-președinte și al doilea președintele al Uniunii, a folosit dreptul său de veto de 29 de ori în decursul celor 8 ani și două mandate ale întâiul președinte american George Washington (1789 - 1797).

Vicepreședintele Statelor Unite ale Americii, deși nu este un senator, este din oficiu, conform Constituției Statelor Unite ale Americii, Președinte al Senatului Statelor Unite având dreptul constituțional de a interveni în votare, doar în Senat, numai când există o perfectă egalitate de voturi. În restul timpului, pentru oricare din votări, atât în Senat, cât și în Congresul SUA nu are drept de vot, fiind o persoană cu o funcție mai mult protocolară. 

## Semnificație istorică
Primul președinte al Senatului, John Adams, simultan și primul vicepreședinte al Statelor Unite, care a devenit după George Washington cel de-al doilea președinte al țării, a avut ocazia de a-și da votul său decisiv de douăzeci și nouă de ori, un record absolut, neatins de nici unul din cei patruzeci și șase vicepreședinți ulteriori. 
Voturile sale au protejat autoritatea unică a președintelui asupra demiterii oficialilor numiți, au influențat nominalizarea capitalei țării și au prevenit un război cu Marea Britanie. În cel puțin un caz, el a convins senatorii să voteze împotriva unor proiecte de legi cărora l-i se opunea, și adesea a instruit Senatul cum să procedeze în chestiuni procedurale și politice. Vederile politice ale lui Adams și rolul său activ în Senat au făcut din el o țintă a criticilor administrației Washington. Spre sfârșitul primului său mandat, ca rezultat al pericolului unei rezoluții care i-ar fi redus atribuțiunile la probleme procedurale și politice, și-a restrâns acțiunile în speranța realizării scopului său și al mai multor succesori ai săi, alegerea ca președinte al Statelor Unite.
În 2001, în timpul celui de-al 107-lea Congres al Uniunii, Senatul a fost divizat 50 - 50 între Republicani și Democrați și astfel votul vicepreședintelui Dick Cheney a adus Republicanilor majoritatea în Senat. Este interesant că Democrații au deținut o majoritate minimală (51 - 50) în Congres timp de 17 zile întrucât cel de-al 107-lea Congres a depus jurământul în 3 ianuarie 2001 în timp ce cel de-al patruzeci și treilea președinte, George W. Bush și cel de-al patruzeci și șaselea vicepreședinte, Dick Cheney, au depus jurământului investiturii la 20 ianuarie, orele 12:00:00. Totuși, în această perioadă nu s-au emis legi considerate importante. 

## Listă a președinților Senatului SUA după numărul voturilor decisive
De-a lungul întregii istorii a Senatului Statelor Unite ale Americii a existat un număr de 244 voturi decisive (în engleză, tie-breaking votes) date de 35 din cei 47 de Președinți ai Senatului (12 neavând nicio astfel de ocazie). Numărul cel mai probabil de voturi decisive cu care fiecare ar fi participat (în engleză, median) este de trei, pentru fiecare președinte al Senatului. Numărul mediu, sau media aritmetică a voturilor decisive este de 5,30, pentru fiecare din președinții Senatului. 
| Ordine după număr de voturi decisive | Număr de voturi decisive | Președinte al Senate-ului | Partid politic      | Număr de ordine în funcție | Termen în funcție                    | Președinte / Președinți |
| ------------------------------------ | ------------------------ | ------------------------- | ------------------- | -------------------------- | ------------------------------------ | ----------------------- |
| 1                                    | 29                       | John Adams                | Federalist          | 1                          | 21 aprilie 1789 – 3 martie 1797      | Washington              |
| 2                                    | 28                       | John Calhoun              | Democrat-Republican | 7                          | 4 martie 1825 – 28 decembrie 1832    | J. Q. Adams / Jackson   |
| 3                                    | 19                       | George Dallas             | Democrat            | 11                         | 4 martie 1845 – 3 martie 1849        | Polk                    |
| 4                                    | 17                       | Richard Johnson           | Democrat            | 9                          | 4 martie 1837 – 3 martie 1841        | Van Buren               |
| 4                                    | 17                       | Schuyler Colfax           | Republican          | 17                         | 4 martie 1869 – 3 martie 1873        | Grant                   |
| 6                                    | 12                       | George Clinton            | Democrat-Republican | 4                          | 4 martie 1805 – 20 aprilie 1812      | Jefferson / Madison     |
| 7                                    | 9                        | John Breckinridge         | Democrat            | 14                         | 4 martie 1857 – 3 martie 1861        | Buchanan                |
| 8                                    | 8                        | Thomas Marshall           | Democrat            | 28                         | 4 martie 1913 – 3 martie 1921        | Wilson                  |
| 8                                    | 8                        | Alben Barkley             | Democrat            | 35                         | 20 ianuarie 1949 – 20 ianuarie 1953  | Truman                  |
| 8                                    | 8                        | Richard Nixon             | Republican          | 36                         | 20 ianuarie 1953 – 20 ianuarie 1961  | Eisenhower              |
| 8                                    | 8                        | Dick Cheney               | Republican          | 46                         | 20 ianuarie 2001 – 20 ianuarie 2009  | G. W. Bush              |
| 12                                   | 7                        | Hannibal Hamlin           | Republican          | 15                         | 4 martie 1861 – 3 martie 1865        | Lincoln                 |
| 12                                   | 7                        | George H. W. Bush         | Republican          | 43                         | 20 ianuarie 1981 – 20 ianuarie 1989  | Reagan                  |
| 14                                   | 6                        | Elbridge Gerry            | Democrat-Republican | 5                          | 4 martie 1813 – 23 noiembrie 1814    | Madison                 |
| 14                                   | 6                        | William Wheeler           | Republican          | 19                         | 4 martie 1877 – 4 martie 1881        | Hayes                   |
| 16                                   | 4                        | Martin Van Buren          | Democrat            | 8                          | 4 martie 1833 – 4 martie 1837        | Jackson                 |
| 16                                   | 4                        | Levi Morton               | Republican          | 22                         | 4 martie 1889 – 4 martie 1893        | B. Harrison             |
| 16                                   | 4                        | James Sherman             | Republican          | 27                         | 4 martie 1909 – 30 octombrie 1912    | Taft                    |
| 16                                   | 4                        | Henry Wallace             | Democrat            | 33                         | 20 ianuarie 1941 – 20 ianuarie 1945  | F. Roosevelt            |
| 16                                   | 4                        | Hubert Humphrey           | Democrat            | 38                         | 20 ianuarie 1965 – 20 ianuarie 1969  | L. B. Johnson           |
| 16                                   | 4                        | Al Gore                   | Democrat            | 45                         | 20 ianuarie 1993 – 20 ianuarie 2001  | Clinton                 |
| 22                                   | 3                        | Thomas Jefferson          | Democrat-Republican | 2                          | 4 martie 1797 – 4 martie 1801        | J. Adams                |
| 22                                   | 3                        | Aaron Burr                | Democrat-Republican | 3                          | 4 martie 1801 – 4 martie, 1805       | Jefferson               |
| 22                                   | 3                        | Daniel Tompkins           | Democrat-Republican | 6                          | 4 martie 1817 – 4 martie 1825        | Monroe                  |
| 22                                   | 3                        | Millard Fillmore          | Whig                | 12                         | 4 martie 1849 – 9 iulie 1850         | Taylor                  |
| 22                                   | 3                        | Chester Arthur            | Republican          | 20                         | 4 martie 1881 – 19 septembrie 1881   | Garfield                |
| 22                                   | 3                        | Charles Curtis            | Republican          | 31                         | 4 martie 1929 – 4 martie 1933        | Hoover                  |
| 22                                   | 3                        | John Garner               | Democrat            | 32                         | 4 martie 1933 – 20 ianuarie 1941     | F. Roosevelt            |
| 29                                   | 2                        | Adlai E. Stevenson        | Democrat            | 23                         | 4 martie 1893 – 4 martie 1897        | Cleveland               |
| 29                                   | 2                        | Charles Dawes             | Republican          | 30                         | 4 martie 1925 – 4 martie 1929        | Coolidge                |
| 29                                   | 2                        | Spiro Agnew               | Republican          | 39                         | 20 ianuarie 1969 – 10 octombrie 1973 | Nixon                   |
| 32                                   | 1                        | Henry Wilson              | Republican          | 18                         | 4 martie 1873 – 22 noiembrie 1875    | Grant                   |
| 32                                   | 1                        | Garret Hobart             | Republican          | 24                         | 4 martie 1897 – 21 noiembrie 1899    | McKinley                |
| 32                                   | 1                        | Harry Truman              | Democrat            | 34                         | 20 ianuarie 1945 – 12 aprilie 1945   | F. Roosevelt            |
| 32                                   | 1                        | Walter Mondale            | Democrat            | 42                         | 20 ianuarie 1977 – 20 ianuarie 1981  | Carter                  |
| 36                                   | 0                        | John Tyler                | Whig                | 10                         | 4 martie 1841 – 4 aprilie 1841       | W. H. Harrison          |
| 36                                   | 0                        | William King              | Democrat            | 13                         | 4 martie 1853 – 18 aprilie 1853      | Pierce                  |
| 36                                   | 0                        | Andrew Johnson            | Democrat            | 16                         | 4 martie 1865 – 15 aprilie 1865      | Lincoln                 |
| 36                                   | 0                        | Thomas Hendricks          | Democrat            | 21                         | 4 martie 1885 – 25 noiembrie 1885    | Cleveland               |
| 36                                   | 0                        | Theodore Roosevelt        | Republican          | 25                         | 4 martie 1901 – 14 septembrie 1901   | McKinley                |
| 36                                   | 0                        | Charles Fairbanks         | Republican          | 26                         | 4 martie 1905 – 4 martie 1909        | T. Roosevelt            |
| 36                                   | 0                        | Calvin Coolidge           | Republican          | 29                         | 4 martie 1921 – 2 august 1923        | Harding                 |
| 36                                   | 0                        | Lyndon Johnson            | Democrat            | 37                         | 20 ianuarie 1961 – 22 noiembrie 1963 | Kennedy                 |
| 36                                   | 0                        | Gerald Ford               | Republican          | 40                         | 6 decembrie 1973 – 9 august 1974     | Nixon                   |
| 36                                   | 0                        | Nelson Rockefeller        | Republican          | 41                         | 19 decembrie 1974 – 20 ianuarie 1977 | Ford                    |
| 36                                   | 0                        | Dan Quayle                | Republican          | 44                         | 20 ianuarie 1989 – 20 ianuarie 1993  | G. H. W. Bush           |
| 36                                   | 0                        | Joe Biden                 | Democrat            | 47                         | 20 ianuarie 2009 – 20 ianuarie 2017  | Obama                   |
| 36                                   | 6                        | Mike Pence                | Republican          | 48                         | 20 ianuarie 2017 – prezent           | Trump                   |

*Actualizat 28 septembrie 2010